# Alfa Romeo Nuvola
El Alfa Romeo Nuvola es un prototipo de automóvil creado por la marca italiana Alfa Romeo en 1996, y presentado en el Salón del Automóvil de París en ese año. El nombre "Nuvola" proviene del legendario piloto de carreras italiano Tazio Nuvolari. Hoy, este prototipo es expuesto en el Museo Storico Alfa Romeo de Arese, Italia.

## Diseño

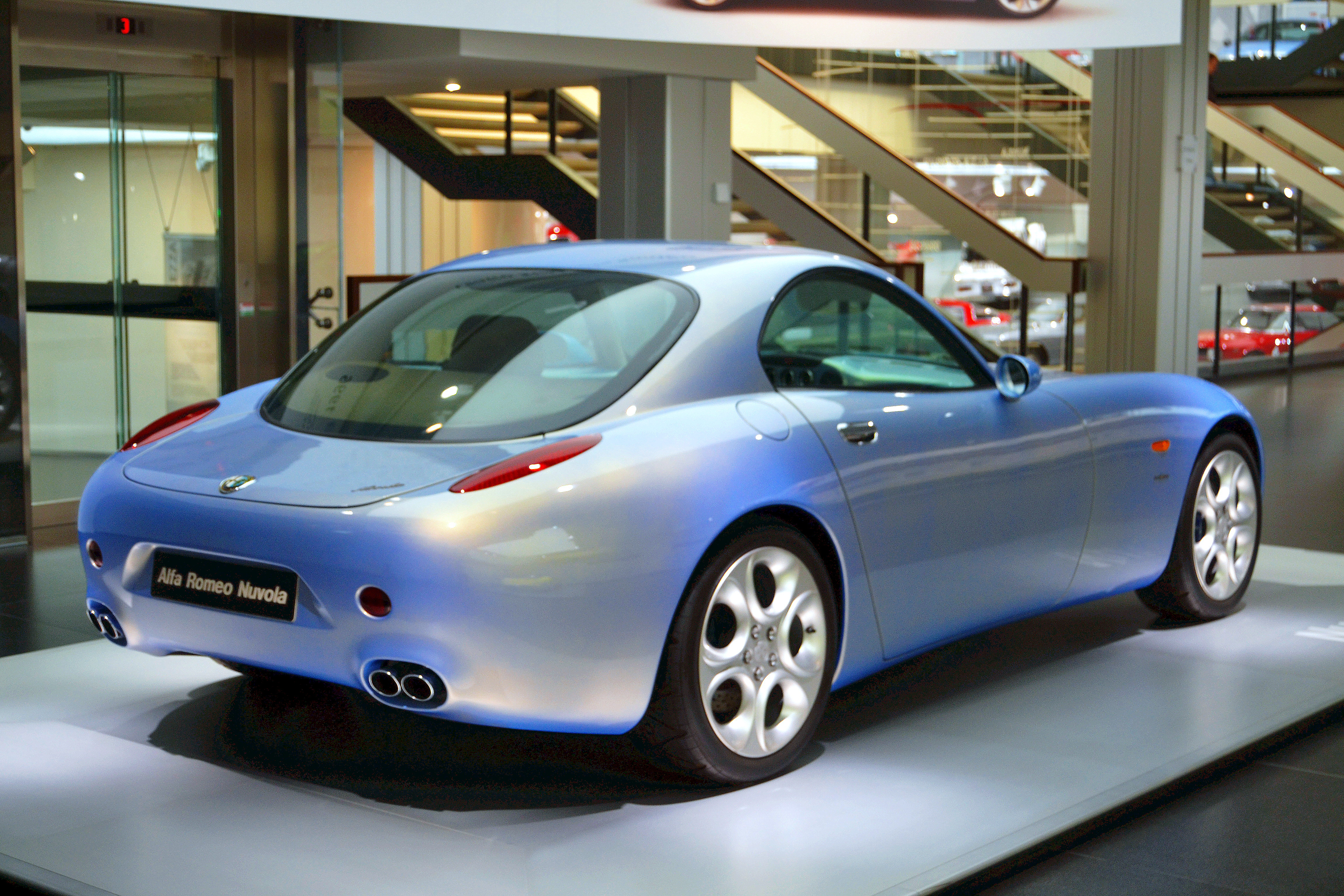
Alfa Romeo Nuvola, Mostrado en el Museo Histórico de Alfa Romeo en Arese, Milán, Italia.

Fue diseñado por Walter de'Silva en el Centro Stile Alfa Romeo, se trata de un cupé de 2 puertas que se basa en un bastidor tubular de aluminio con carrocería hecha de poliéster, y fue diseñado para llevar prácticamente cualquier estilo de carrocería, de cupé a familiar.

## Mecánica
El Nuvola fue equipado con un motor V6 biturbo a 60 grados con capacidad de 2,5 litros (2492 cc). Este motor produce una potencia de 300 CV (224 kW) a 6000 rpm y un par motor de 386 Nm a 3000 rpm. El Nuvola está equipado con una caja de cambios manual de 6 velocidades, frenos con discos ventilados y ABS. Puede alcanzar una velocidad máxima de 280 km/h (174 mph) y acelera de 0 a 100 km/h en un tiempo de seis segundos. El Nuvola tiene el motor en posición delantera y tracción en las cuatro ruedas.